# Neil Bush
Neil Mallon Bush, född 22 januari 1955 i Midland, Texas, är en amerikansk affärsman. Han är George H.W. Bush son och yngre bror till förre presidenten George W. Bush och guvernör Jeb Bush.
1999 var han med om att grunda it-företaget Ignite!. Han är motståndare till läkemedlet Ritalin.